# Gryżyna (Lubusz)
Gryżyna (Duits: Griesel) is een plaats in het Poolse district  Krośnieński (Lubusz), woiwodschap Lubusz. De plaats maakt deel uit van de gemeente Bytnica en telt 140 inwoners.